# Characoma perakensis
Characoma perakensis är en fjärilsart som beskrevs av Embrik Strand 1917. Characoma perakensis ingår i släktet Characoma och familjen trågspinnare. Inga underarter finns listade i Catalogue of Life.